# My 21st Century Blues
A My 21st Century Blues Raye brit énekes és dalszerző debütáló stúdióalbuma, ami a Human Re Sources kiadón keresztül jelent meg 2023. február 3-án. Az album az előadó első projektje azóta, hogy 2021-ben elhagyta a Polydor Records kiadót. Az album nagy részét Raye írta, Mike Sabath, BloodPop, Punctual és Di Genius közreműködésével és méltatták a zenekritikusok. Közreműködő előadóként szerepel a lemezen 070 Shake és Mahalia.
Az album témáját tekintve főleg az énekes függőségéről, testdiszmorfiájáról, bizonytalanságairól és szexuális zaklatásról szól. Az albumról a Hard Out Here, a Black Mascara, az Escapism, a The Thrill Is Gone és az Ice Cream Man kislemezek jelentek meg. Az Escapism 2023 januárjában első helyet ért el a brit kislemezlistán és huszonkét másik országban volt az első tíz helyen.

## Háttér
A Rolling Stone-nak adott interjújában azt nyilatkozta, hogy a lemezen talán legszemélyesebb dalai szerepelnek, többek között testdiszmorfiájával és az ellene elkövetett szexuális erőszakkal kapcsolatban. Azt mondta, hogy egyes dalok segítettek neki feldolgozni egyes eseményeket, gyógyító hatásuk volt:
„Ezek a dalok segítettek feldolgozni a történteket. Csak hallanom kellett őket egy szebb formában. Mint a Body Dysmorphia, annyira csúnyának hangzik a fejemben, de mikor egy dalt készítesz belőle, egy kicsit könnyebbé teszi a lenyelését. Ezeknek a történeteknek gyógyszerszerű hatása volt, nagyon nyersek és terapeutikusak voltak. Nagyon fontos volt számomra, hogy eljussak idáig, akkor is ha néha nagyon nehéz volt.”
Ezek mellett arról is beszélt, hogy az Ice Cream Man volt az első videóklip, amit ő maga rendezett és részletezte a tapasztalatait szexuális erőszakkal kapcsolatban. Több dal szerepel a lemezen, amit Raye évekkel a megjelenés előtt írt és sok nem került fel az albumra, mert tematikailag nem illett a My 21st Century Blues-hoz.

## Kritikák
A My 21st Century Blues 88 pontot kapott százból a Metacritic weboldalán, ami szerint a kritikusok szinte csak méltatták. Az AnyDecentMusic? hasonlóan 8,0-ás értékelést adott neki szakértői kritikák alapján. Alex Rigotti (Clash) azt írta a lemezről, hogy „Igyekezetében, hogy elmesélje történetét, a My 21st Century Blues örjöngő második fele kicsit gyengíti azt a gyomorszájon ütést, ami a lemez lehetett volna.” Hayley Milross (The Line of Best Fit) szerint a „My 21st Century Blues egy ikonikus debütálás” és „az albumnak tökéletes csúcspontjai vannak, amik bemutatják, hogy mi is teszi ilyen jóvá Raye-t.” Ben Tipple (DIY) kijelentette, hogy a felvétel „tükrözi Raye vágyát, hogy felfedezze önmagát és a velejéig önéletrajzi, attól függetlenül, hogy szívfájdalomról, diszkriminációról vagy torzult önképről beszél.” Neive McCarthy (Dork) azt mondta, hogy Raye „megállíthatatlan az albumon” és hozzátette, hogy „minden egyes nehézségen túllép, ami mostanában érintette és ezt mind dzsesszes hangjával, illetve kellemes zenei alapokkal teszi.”

## Számlista
| My 21st Century Blues | My 21st Century Blues                        | My 21st Century Blues                                     | My 21st Century Blues              | My 21st Century Blues | My 21st Century Blues | My 21st Century Blues | My 21st Century Blues | My 21st Century Blues | My 21st Century Blues |
|                       | Cím                                          | Szerző(k)                                                 | Producer(ek)                       | Hossz                 |                       |                       |                       |                       |                       |
| --------------------- | -------------------------------------------- | --------------------------------------------------------- | ---------------------------------- | --------------------- | --------------------- | --------------------- | --------------------- | --------------------- | --------------------- |
| 1.                    | Introduction.                                | Austin Lichtenstein Pete Miller                           | Sabath                             | 0:57                  |                       |                       |                       |                       |                       |
| 2.                    | Oscar Winning Tears.                         | Keen Mike Sabath                                          | Sabath                             | 3:03                  |                       |                       |                       |                       |                       |
| 3.                    | Hard Out Here.                               | Keen Justin Tranter Brandon Colbein Sabath                | Sabath                             | 3:11                  |                       |                       |                       |                       |                       |
| 4.                    | Black Mascara.                               | Keen William Lansley John Morgan                          | Punctual                           | 3:59                  |                       |                       |                       |                       |                       |
| 5.                    | Escapism. (070 Shake közreműködésével)       | Keen Sabath Danielle Balbuena                             | Sabath                             | 4:32                  |                       |                       |                       |                       |                       |
| 6.                    | Mary Jane.                                   | Keen Sabath                                               | Raye Sabath                        | 3:52                  |                       |                       |                       |                       |                       |
| 7.                    | The Thrill Is Gone.                          | Keen Isabella Sjostrand Anton Goransson Sabath            | Raye Sabath                        | 3:19                  |                       |                       |                       |                       |                       |
| 8.                    | Ice Cream Man.                               | Keen Sabath Michael Tucker                                | Raye Sabath BloodPop               | 4:08                  |                       |                       |                       |                       |                       |
| 9.                    | Flip a Switch.                               | Keen Stephen McGregor                                     | Raye Di Genius Sabath              | 3:21                  |                       |                       |                       |                       |                       |
| 10.                   | Body Dysmorphia.                             | Keen Sabath                                               | Sabath                             | 2:33                  |                       |                       |                       |                       |                       |
| 11.                   | Environmental Anxiety.                       | Keen Jenna Felsanthal Sabath                              | Raye Sabath                        | 3:14                  |                       |                       |                       |                       |                       |
| 12.                   | Five Star Hotels. (Mahalia közreműködésével) | Keen Kennedi Lykken Eddie Benjamin Sabath Mahalia Burkmar | Sabath Luca Buccellati Pete Miller | 3:24                  |                       |                       |                       |                       |                       |
| 13.                   | Worth It.                                    | Keen Sabath Akil King John Hill                           | Raye Sabath                        | 4:06                  |                       |                       |                       |                       |                       |
| 14.                   | Buss It Down.                                | Keen Eyelar Mirzazadeh Antionette Smith Sabath            | Raye Sabath Miller                 | 2:36                  |                       |                       |                       |                       |                       |
| 15.                   | Fin.                                         | Keen                                                      | Raye Sabath Miller                 | 0:33                  |                       |                       |                       |                       |                       |
| 46:48                 |                                              |                                                           |                                    |                       |                       |                       |                       |                       |                       |

## Kiadások
| Régió       | Dátum           | Formátum                                   | Kiadó            | For.          |
| ----------- | --------------- | ------------------------------------------ | ---------------- | ------------- |
| Világszerte | 3 February 2023 | CD LP kazetta digitális letöltés streaming | Human Re Sources | [ 17 ] [ 18 ] |